# Поліп (медицина)
Поліпи — узагальнене поняття, яким називають найрізноманітніші за походженням і суттю патологічні доброякісні утворення на слизовій оболонці. Поліпи можуть бути в будь-якому органі, що має слизову оболонку, наприклад в носі, шлунку, кишечнику, матці, сечовому міхурі тощо.
Зазвичай, лікувати поліпи дуже складно. На жаль, універсального методу лікування поліпів та спеціальних препаратів сьогодні не існує. Хірурги наполягають на тому, що поліпи треба видаляти щоразу, як вони виростають знову. Проте, за деякими спостереженнями, що частіше видаляти поліпи, то швидше вони з'являються знову.